# Sola fide
Sola fide («только верою») — протестантская теологическая доктрина, один из основных столпов Реформации, гласящий, что спасение людей происходит «только верой» независимо от дел закона. Принцип сформирован в связи с критикой католической практики индульгенций, согласно которому спасение может прийти от сверхдолжных заслуг святых.

## Краткая характеристика
В Аугсбургском исповедании лютеранской церкви принципу Sola fide посвящён 4 артикул («Об оправдании»), а в 6 артикуле авторство вероучительной формулы приписано Амвросию Медиоланскому. В Шмалькальденских артикулах принцип Sola fide назван самым главным артикулом об искуплении «одна лишь вера оправдывает нас» (Ч.2:1)
В Гейдельбергском катехизисе реформатских церквей принципу Sola fide посвящён 61 артикул: «искупительной жертвой (Genugtuung), правосудием (Gerechtigkeit) и святостью (Heiligkeit) Христа я оправдан перед Богом. И только верою могу их принять и сделать своими».
На практике принцип приводил к отрицанию свободы воли у человека (монергизм) в деле спасения и даже (в случае кальвинистов) к идее двойного предопределения. Католицизм и православие утверждают синергизм как совместное участие воли человека и воли Бога в деле спасения. Следует отметить, что по мнению протестантского историка церкви и богослова Ф.Шаффа, существуют разные виды синергизма. Так, в синергизме Меланхтона "человеческая деятельность подчинена божественной, а благодати приписывается инициатива в деле обращения". Синергизм же католицизма и православия Ф.Шафф характеризует как «полупелагианство".
В русской философии принцип Sola fide отстаивал Лев Шестов.
В 1999 году католики и лютеране (ВЛФ) подписали компромиссную Совместную декларацию о доктрине оправдания, утвердившую формулу «добрыми делами посредством веры».

## Библейские основания
- Иисус Христос: «Вера твоя спасла тебя» (Мк. 10:52; Лк. 7:50)
- Апостол Павел: «Человек оправдывается верою, независимо от дел закона» (Рим. 3:28); «однако же, узнав, что человек оправдывается не делами закона, а только верою в Иисуса Христа, и мы уверовали во Христа Иисуса, чтобы оправдаться верою во Христа, а не делами закона; ибо делами закона не оправдается никакая плоть.» (Гал. 2:16); «Ибо благодатью вы спасены через веру, и сие не от вас, Божий дар: не от дел, чтобы никто не хвалился.» (Еф. 2:8, 9); «Без веры угодить Богу невозможно» (Евр. 11:6)

## Противоречия с Библией
- Апостол Иаков: «Ибо, как тело без духа мертво, так и вера без дел мертва.» (Иак. 2:26). Это кажущееся противоречие. Учение об оправдании верой утверждает, что спасение происходит благодаря одной вере, но спасенный человек не может жить старой, греховной жизнью; действующий в нем Дух Святой производит в нем желание творить добрые дела. Дела эти являются свидетельством имеющейся в нем спасительной веры (Рим. 8:10, 14-16).
- Апостол Матфей: «Та́к всякое дерево доброе приносит и плоды добрые, а худое дерево приносит и плоды худые. 18 Не может дерево доброе приносить плоды худые, ни дерево худое приносить плоды добрые.[18] Лк. 6:43.  19 Всякое дерево, не приносящее плода доброго, срубают и бросают в огонь.[19] Мф. 3:10. Ин. 15:6.  20 Итак по плодам их узна́ете их.  21 Не всякий, говорящий Мне: «Господи! Господи!», войдет в Царство Небесное, но исполняющий волю Отца Моего Небесного.[21] Лк. 6:46. Ин. 6:40. Иак. 1:22. Рим. 2:13.  22 Многие скажут Мне в тот день: Господи! Господи! не от Твоего ли имени мы пророчествовали? и не Твоим ли именем бесов изгоняли? и не Твоим ли именем многие чудеса творили?  23 И тогда объявлю им: Я никогда не знал вас; отойдите от Меня, делающие беззаконие.[23] Пс. 6:9. Лк. 13:25, 27.  24 Итак всякого, кто слушает слова Мои сии и исполняет их, уподоблю мужу благоразумному, который построил дом свой на камне;[24] Лк. 6:47-48. 25 и пошел дождь, и разлились реки, и подули ветры, и устремились на дом тот, и он не упал, потому что основан был на камне.  26 А всякий, кто слушает сии слова Мои и не исполняет их, уподобится человеку безрассудному, который построил дом свой на песке; 27 и пошел дождь, и разлились реки, и подули ветры, и налегли на дом тот; и он упал, и было падение его великое.» (Мф. 2:26). Это явное противоречие.